# Kritmussling
Kritmussling (Cheimonophyllum candidissimum) är en svampart som först beskrevs av Berk. & M.A. Curtis, och fick sitt nu gällande namn av Rolf Singer 1955. Kritmussling ingår i släktet Cheimonophyllum och familjen Cyphellaceae.  Arten är reproducerande i Sverige. Inga underarter finns listade i Catalogue of Life.